# José da Silva Picão
José da Silva Picão (Santa Eulália, 10 de Março de 1859 - 18 de Maio de 1922) foi um escritor, etnógrafo e agricultor português. Era filho de D. Maria Francisca da Silva Lobão Tello e de Francisco de Assis Bastos Picão, lavrador e proprietário no Concelho de Elvas. 

## Obra
Descendente de importantes famílias de lavradores do Concelho de Elvas, José da Silva Picão foi somente educado para a administração agrícola e gestão da lavoura.  Contudo, cedo desenvolveu um gosto invulgar pelos clássicos literários como [Victor Hugo]], Eça de Queiroz e Camilo Castelo-Branco. E apesar desta paixão ter sido mal compreendida pela família, não colidiu nunca com a sua admiração pelo campo e a sua dedicação à agricultura. Paralelamente à actividade literária, dignamente soube manter e desenvolver a Casa Agrícola da família Picão, bem como a sua Coudelaria.
Apaixonado pela cultura rural, passou muitos dos seus dias a descrever os costumes e as tradições do povo de Santa Eulália. Os seus artigos atraíram a atenção do público e começou, por isso, a colaborar no jornal local "O Elvense" e na revista "Portugália", sob o pseudónimo de "João Chaparro". 
Inspirado pela veia romancista, escreveu uma novela regionalista intitulada "A Caminho da Cegonha" em 1894, que conta a história da aldeia de Santa Eulália e como esta era martirizada pela falta de água.

## Através dos Campos
Através dos Campos — Usos e costumes agrícolo-alentejanos é considerada a obra-prima do escritor. É um estudo etnográfico que aborda o concelho de Elvas. Tanto pela agressividade da escrita, como pelo rigor da descrição, esta obra foi durante muitas décadas alvo de estudo, principalmente no meio académico agrícola. Foi considerada por Leite de Vasconcelos como um dos grandes trabalhos etnográficos da época, dizendo dela o seguinte: "As páginas que escreveu são modelares de sobriedade, rigorosa observação, com um sabor popular, mas de uma rara clareza e requintada elegância." 
José da Silva Picão faleceu em 1922, deixando incompleta a sua obra, da qual, ainda assim, o seu editor, Torres de Carvalho, conseguiu compilar dois volumes: o primeiro em 1903 e o segundo em 1905; num total de nove capítulos.
Em 1943 fez-se uma segunda edição a cabo de José Nunes Tierno da Silva, que juntou os dois volumes num só. Mais recentemente, em 1983, a editora Publicações Dom Quixote reeditou a obra pela terceira vez, também num único volume.